# 2015-ös spanyolországi általános választás
2015. december 20-án Spanyolországban általános választást tartottak. Az országban mintegy 36,5 millió ember bír szavazójoggal; ők ezen a napon megválasztották a képviselőház 350 tagját és 208 szenátort. (A 266 tagú Szenátus fennmaradó 58 tagját a regionális parlamentek delegálják.) A választáson részt vevő négy jelentős párt: a Mariano Rajoy miniszterelnök vezette Néppárt, a Szocialista Párt, amely négy éve elvesztette a hatalmat, valamint két új csoportosulás, a baloldali  Unidos Podemos és a főleg Katalóniában aktív Ciudadanos volt. A választáson a Néppárt szerezte a legtöbb mandátumot, de 28,7%-os eredményével nem ért el abszolút többséget. A választásokat követő koalíciós tárgyalások nem jártak sikerrel, így a király 2016. június 26-ra új választásokat írt ki.

## Pártok
A 2015-ös választás során gyengült a két nagy párt (a Néppárt és a Spanyol Szocialista Munkáspárt) dominanciája. A résztvevők közt megjelent két új csoportosulás, az Unidos Podemos és a Ciudadanos.

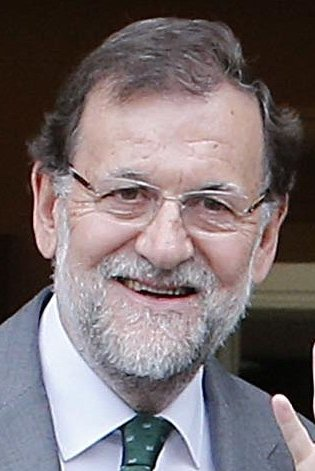
Rajoy

### Néppárt
A Néppárt vezetője a hivatalban lévő miniszterelnök, a választások idején 60 éves Mariano Rajoy volt. Rajoy veterán politikus, aki a párt listavezetője volt 2004-ben, 2008-ban és 2011-ben is
A párt választási programjában szerepel:
- Egy Nemzeti Közoktatási Megállapodás megkötése; kétéves, fizetett szakmai gyakorlat a tanárok számára;
- Nemzeti Szegénységellenes Stratégia; évi 2000 eurós különsegély kiskorú anyáknak; nemzeti terv az egészségügyi várólisták redukálására;
- Nyugdíjreform;
- A nemzetbiztonsági törvény módosítása;
- A választójogi törvény módosítása.[4]

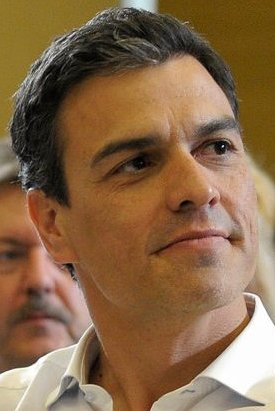
Sánchez

### Spanyol Szocialista Munkáspárt
A Spanyol Szocialista Munkáspárt miniszterelnök-jelöltje a 43 éves Pedro Sánchez volt, akit 2014-ben választottak meg a párt élére. Azelőtt Sánchez szinte teljesen ismeretlen volt a spanyol politikai életben.
A szocialista párt választási programjának főbb pontjai:
- A közoktatás kiterjesztése a 0-3 és a 16-18 éves korosztályra; rövid távon a GDP 5%-ának, hosszú távon 7%-ának az oktatásra fordítása (szemben a jelenlegi 4%-kal); a vallás, mint iskolai tantárgy eltörlése és helyette az állampolgári ismeretek bevezetése;
- 2-4 hetes apasági szabadság; a létminimumhoz szükséges jövedelem garantálása; törvény az egyenlő bérezésről; a szociális jogok alkotmányba foglalása;
- A kultúrcikkek áfájának 10%-ra csökkentése; 15%-os minimális társasági adó
- A nemzetbiztonsági törvény visszavonása; a terrorizmusellenes intézkedések fokozása;

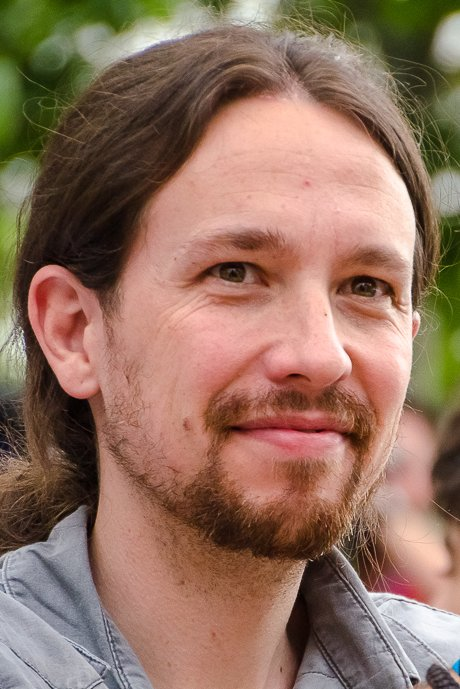
Iglesias

- Többnyelvűség a Szenátusban.[4]

### Unidos Podemos
A baloldali ' Unidos Podemos (vagy egyszerűen csak Podemos) miniszterelnök-jelöltje a 37 éves Pablo Iglesias. Iglesias pártja 2011-ben a gazdasági helyzettel elégedetlen tömegek mozgalmaként indult, és párttá alakulva 5 képviselői helyet szerzett a 2014-es európai parlamenti választásokon.
A Podemos választási célkitűzései
- Ingyenes bölcsődei ellátás; a tanárok kötelező tanítási óraszámának csökkentése; az osztálylétszámok csökkentése;
- 600 eurós minimálbér; 16 hetes apasági és anyasági szabadság; nemzeti gyermekszegénység-ellenes megállapodás; a szociális jogok alkotmányba foglalása;
- Nyugdíjreform;
- A nemzetbiztonsági törvény visszavonása; a honvédelem demokratikus kontrollja;
- Az államháztartási deficitet korlátozó törvény visszavonása.[4]

A másik három nagy párttal ellentétben A Podemos támogatja a katalán függetlenségről szóló népszavazás kiírását.

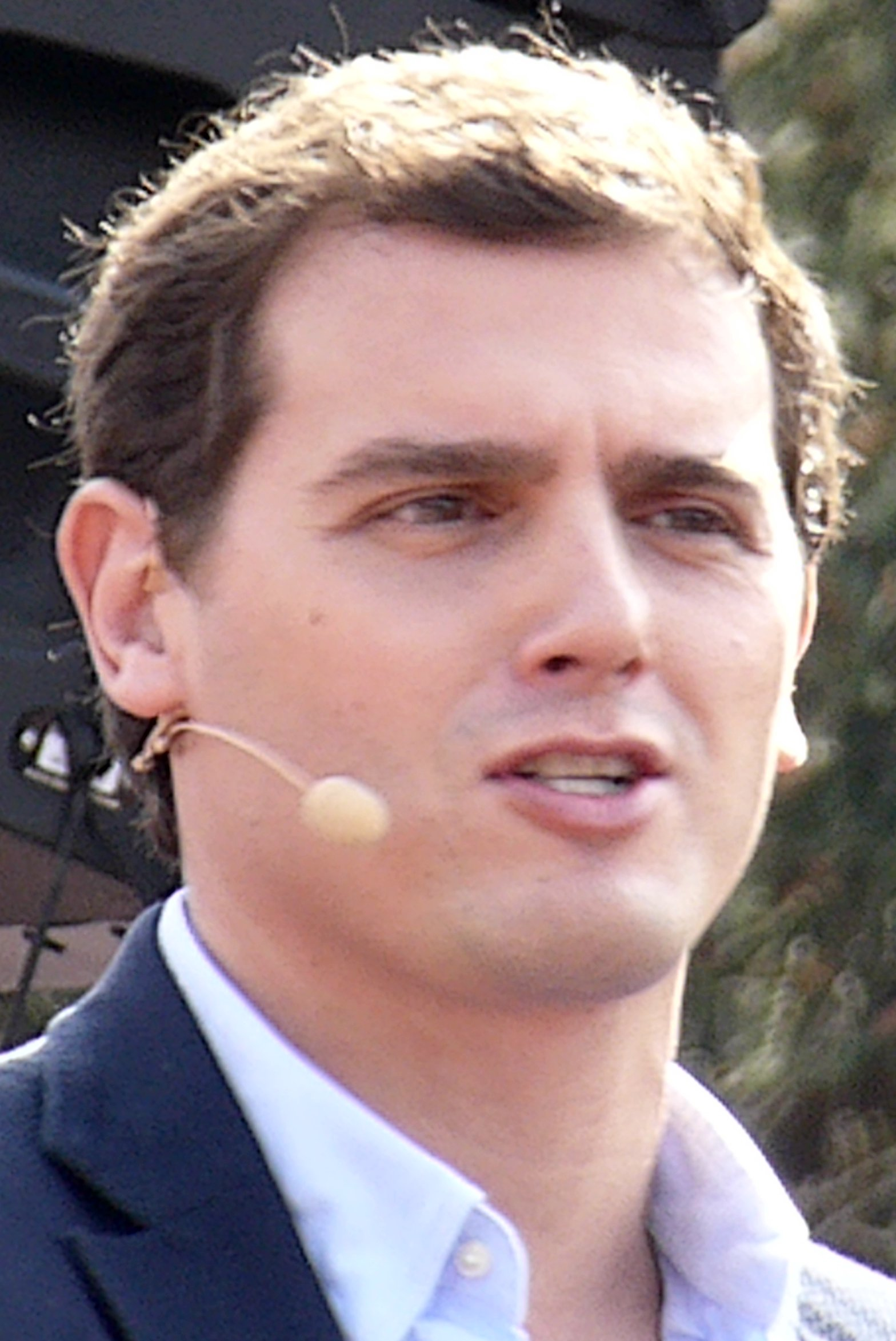
Rivera

### Ciudadanos
A Ciudadanos élén a katalán Albert Rivera állt. A 36 éves politikus 2006 óta tagja a katalán regionális parlamentnek. Politikájának középpontjában Spanyolország egységének fenntartása áll a katalán függetlenségi mozgalommal szemben.
- Többnyelvű oktatás (spanyol és angol vagy spanyol, angol és a regionális nyelv); szakmai gyakorlat a tanárjelölteknek;
- Fizetéskiegészítés a legalacsonyabb bérűek számára; a szociális jogok alkotmányba foglalása; 26 hetes gyermekgondozási szabadság (a két szülő közt elosztva);
- Kétkulcsos ÁFA (18% és 7%); 20%-os minimális társaságiadó-kulcs;
- Független katonai igazságszolgáltatás;
- Alkotmánymódosítás az adatvédelemről.[4]

## Eredmények

### Képviselőház
A 350 képviselőházi helyből a legtöbbet, 123-at, a Néppárt nyert el, de ez alatta marad az abszolút többséghez szükséges 176 helynek, így a várakozások szerint koalíciós kormány alakul. A második helyen a szocialisták végeztek, ők 90 képviselői hellyel rendelkeznek. A Podemos 69 képviselővel harmadik, a Ciudadanos 40 hellyel negyedik lett. Az Unidad Popular mindössze két képviselőt juttatott a parlamentbe. A fennmaradó 26 helyen kisebb pártok osztoztak. A leadott szavazatok számát tekintve is a Néppárt végzett az első helyen 7,2 millió szavazattal. A szocialisták 5,5 millió szavazatot kaptak. A Podemosra 5,2 millió, a Ciudadanosra 3,5 millió ember szavazott. Összesen 25,3 millió érvényes szavazatot adtak le. A választójogosultak száma 36,5 millió.

### Szenátus
A 208 közvetlenül megválasztott szenátor közül 124 a Néppárt képviselője, ezzel a miniszterelnök pártja abszolút többséget szerzett a Szenátusban. A második helyen a szocialisták végeztek 47 szenátusi hellyel, míg a Podemos 16 szenátort küldhet a felsőházba. A fennmaradó 21 helyen hat kisebb párt illetve választási szövetség osztozik. A négy évvel korábbi választásokhoz képest a Néppárt és a Spanyol Szocialista Munkáspárt pozíciója is enyhén gyengült a kisebb pártok javára.

## Koalíciós tárgyalások
Mivel a választáson egyik párt sem szerzett abszolút többséget, a pártok koalíciós tárgyalásokat kezdtek. A tárgyalások során a szocialista Pedro Sánchez elutasította, hogy pártja támogasson egy olyan kormányt, amelyet a jelenlegi miniszterelnök, a néppárti Mariano Rajoy vezetne. Albert Rivera, a Ciudadanos vezetője azt javasolta, alakuljon hárompárti koalíció a Podemos kizárásával, mert az (a katalán függetlenségi népszavazás támogatása révén) „fel akarja oszlatni Spanyolországot”. A hárompárti koalíció végül nem jött létre, és a szocialisták sem tudtak megegyezni a Podemosszal, így végül a király 2016. június 26-ra új választásokat írt ki.